# Сова вохристочерева
Сова вохристочерева (Pulsatrix perspicillata) — вид птахів родини совових (Strigidae). Поширений у Центральній і Південній Америці.

## Поширення
Ареал поширення вохристочеревої сови простягається від Південної Мексики через Центральну Америку і великі частини північної частини Південної Америки, за винятком Анд, до північної Аргентини. Загальна площа поширення охоплює близько 12,7 млн км². Ці сови населяють замкнуті ліси тропіків і субтропіків з великими та старими деревами, а також плантації та деревні гаї. Вид зустрічається від рівня моря до висоти 1500 м.